# 이자율 평가 조건
이자율 평가 조건(interest rate parity condition)은 투자자들이 두 국가의 은행 예금 사이에 차익거래의 기회가 존재하지 않게 되는 균형 조건이다. 이자율 평가 조건의 핵심이 되는 두 가지 가정은 자본 이동성과 국내외 자산의 완전한 대체 가능성이다. 외환시장의 균형이 주어졌을 때, 이자율 평가 조건은 국내 자산의 기대수익률이 환율 조정 외화자산의 기대수익률과 같다는 것을 의미한다. 그러면 투자자는 만기에 자국 통화로 되돌려 주는 손익으로 인해 저금리 국가에서 차입하고 외화로 환전하고 더 높은 이율로 외국에 투자하여 차익거래 이익을 얻을 수 없게 된다.

## 가정
이자율 평가는 다음 가정에 기초한다. 첫 번째는 자본이 유동적이라는 것이다. 투자자는 국내 자산을 해외 자산으로 쉽게 교환할 수 있다. 두 번째 가정은 양국의 자산이 위험 수준이 같아 완벽한 대체 관계에 있다는 것이다. 자본 이동성과 완벽한 대체 가능성을 감안할 때 투자자는 국내 자산이든 해외 자산이든 더 큰 수익을 제공하는 자산을 보유할 것이다. 투자자는 국내 자산과 해외 자산 모두를 보유하므로, 국내 자산과 해외 자산은 무차별하다.

## 유위험 이자율 평가

유위험 이자율 평가 조건의 시각적 표현. 국내 자산에 투자하거나 해외 자산에 투자하는 것 사이에 차이가 없다.

환율 위험을 헤지하기 위하여 선도 계약을 하지 않는 상태에서의 균형을 유위험(uncovered) 이자율 평가 조건이라 한다. 투자자는 국내 자산이나 해외 자산의 수익률이 무차별하게 되도록 환율이 조정되어 차익거래의 기회가 사라지게 된다. 유위험 이자율 평가 조건은 현물환율 결정 요인을 설명하는 데 쓰인다.
{\displaystyle (1+i_{D})={\frac {E_{t}(S_{t+1})}{S_{t}}}\left(1+i_{F}\right)}
여기서,
{\displaystyle E_{t}(S_{t+1})}는 t + 1 시점의 기대 현물환율이다.
{\displaystyle S_{t}}는 t 시점의 현물환율이다.
{\displaystyle i_{D}}는 국내 이자율이다.
{\displaystyle i_{F}}는 해외 자산에 대한 이자율이다.

### 선형 근사식
국내 자산의 투자 수익과 국내 통화로 표시한 해외 자산 투자 수익은 같을 때 균형이 된다. 해외 자산에 투자하는 경우 환율 변동으로 인한 이익이나 손실을 볼 수 있어 해외 자산 투자에는 해외 이자율과 더불어 환율 변동에 따른 수익을 함께 고려하여야 한다. 유위험 이자율 평가 조건은 다음과 같이 근사식의 형태로 나타낼 수 있다. 국내 이자율은 해외 이자율에 자국 화폐의 기대절하율을 더한 것과 같아지는 경우에 균형이 된다.
{\displaystyle i_{D}=i_{F}+{\frac {\Delta E_{t}(S_{t+1})}{S_{t}}}}

## 무위험 이자율 평가

무위험 이자율 평가 조건의 시각적 표현

환율 위험을 헤지하기 위하여 선도 계약을 한 상태에서의 균형을 무위험(covered) 이자율 평가 조건이라 한다. 투자자는 국내 자산이나 해외 자산의 수익률이 무차별한 것이 균형 조건이 된다. 무위험 이자율 평가 조건은 현물환율과 각국의 이자율에 관한 정보가 주어졌을 때 선도환율 결정 요인을 설명하는 데 쓰일 수 있다.
{\displaystyle (1+i_{D})={\frac {F_{t}}{S_{t}}}\left(1+i_{F}\right)}
여기서,
{\displaystyle F_{t}}는 선도환율이다.
위의 식을 변형하면 다음과 같이 선도환율에 관한 식으로 재정리할 수 있다.
{\displaystyle F_{t}=S_{t}{\frac {1+i_{D}}{1+i_{F}}}}

## 같이 보기
- 차입 거래
- 환율

## 참고 문헌
- Feenstra, Robert C.; Taylor, Alan M. (2016). 《국제금융론》 3판. 교보문고. ISBN 979-11-5909-030-1.
- Mishkin, Frederic S. (2016). 《The Economics of Money, Banking, and Financial Markets》 11판. Pearson. ISBN 978-1-292-09418-2.